# Kitty Hott
Philomène Liévin, connue sous le nom de scène Kitty Hott (née le 28 mai 1890 à Sin-le-Noble et morte le 31 août 1953 à Neuilly-sur-Seine) est une actrice française.

## Filmographie
- 1916 : Biscot se trompe d'étage
- 1916 : Le Pied qui étreint
- 1916 : Têtes de femmes, femmes de tête
- 1919 : Mam'zelle Chiffon
- 1919 : Chignole
- 1927 : La Grande Envolée